# Phytophthora rubi
Phytophthora rubi (W.F. Wilcox & J.M. Duncan) Man i in. – gatunek organizmów należący do grzybopodobnych lęgniowców. Organizm mikroskopijny, saprotrof i pasożyt atakujący malinę i wywołujący u niej chorobę zwaną zgnilizną korzeni maliny.

## Systematyka i nazewnictwo
Pozycja w klasyfikacji według Index Fungorum: Phytophthora, Peronosporaceae, Peronosporales, Peronosporidae, Peronosporea, Incertae sedis, Oomycota, Chromista.
Po raz pierwszy zdiagnozowali go w 1993 r. W.F. Wilcox i J.M. Duncan jako odmianę Phytophthora fragariae, nadając mu nazwę Phytophthora fragariae var. rubi. Do rangi odrębnego gatunku podnieśli go w 2007 r. Man i inni.
Gatunek identyfikowany jest metodami biologii molekularnej. 

## Rozwój
Poraża rośliny w glebie, przez korzenie. Utrzymuje się głównie jako grzybnia w zarażonych korzeniach lub w glebie jako uśpione zarodniki przetrwalnikowe (chlamydospory). Gdy gleba jest wilgotna, grzybnia tworzy na porażonych tkankach roślin zarodnie, a w nich oospory, które kiełkując tworzą pływki. Dzięki wiciom pływki mogą w wilgotnej glebie pływać wypełnionymi wodą przestworami między cząstkami gleby. Po dotarciu do korzeni roślin wnikają do nich dokonując infekcji. Patogenowi sprzyja temperatura 10–17 °C i duża wilgotność gleby.